# HD 109960
HD 109960，又名CD-29 9845，SAO 203666、HR 4810，是一颗恒星，视星等为5.89，位于銀經299.77，銀緯32.37，其B1900.0坐标为赤經12h 33m 44.1s，赤緯-29° 32.37′ 20″。